# Sagina nivalis
Sagina nivalis là loài thực vật có hoa thuộc họ Cẩm chướng. Loài này được (Lindblad) Fr. miêu tả khoa học đầu tiên năm 1842.